# 哈萨克斯坦宪法委员会
哈萨克斯坦宪法委员会是哈萨克斯坦的一個宪法管辖机构。 

## 结构
哈萨克斯坦宪法委员会由七名成员组成。委员会主席和两名成员由哈萨克斯坦总统任命，另两名成员分别由哈萨克斯坦参议院和马吉利斯任命。成员任期六年。除被任命的成员外，哈萨克斯坦前总统都是宪法委员会的终身成员。 
该委员会根据1995年哈薩克斯坦宪法设立，該機構的前身是哈萨克斯坦宪法法院。总统一度可否決宪法委员会的所有决定或部分否決宪法委员会的決定。 2017年宪法修正案通過後，总统的反对权被取消。 

## 管辖权
宪法委员会要审议议会做出的所有决定和通过的法律以及条约，目的是要确保這些法律、條約符合哈薩克斯坦宪法。宪法委员会確認法律符合憲法後，這些法律再由总统签署生效。 
宪法委员会还負責对选举纠纷作出裁决。 